# Point Last Seen (televisiefilm)
Point Last Seen is een Amerikaanse televisiefilm die oorspronkelijk op 24 november 1998 werd uitgezonden. De hoofdrollen waren voor Linda Hamilton (Rachel) en Kevin Kilner (Kevin). De film is gebaseerd op het boek Point Last Seen van Hannah Nyala.

## Verhaal
Een vrouw voelt zich door het rechtssysteem in de steek gelaten, als haar agressieve man hun twee kinderen ontvoert. Verbittert trekt ze zich terug in de woestijn. Als de dochter van de vrouw verdwijnt, wordt ze weer geconfronteerd met haar eigen emoties.

## Rolverdeling
| Acteur          | Personage        |
| --------------- | ---------------- |
| Linda Hamilton  | Rachel Harrison  |
| Kevin Kilner    | Kevin Harrison   |
| Sam Hennings    | Frank            |
| Mary Kay Place  | Coreen Davis     |
| Kory Thompson   | Jon              |
| Holly Belnap    | Ruthie           |
| Dana Reilly     | Mevrouw Ellis    |
| Nicole Barrera  | Mandy Ellis      |
| Joseph Adams    | Jason            |
| Sanford Gibbons | Politieagent Don |